# Невеста (фильм, 2017)
«Невеста» — российский фильм ужасов режиссёра Святослава Подгаевского. Премьера фильма в России состоялась 19 января 2017 года.

## Сюжет
Молодая пара после свадьбы отправляется в старинную усадьбу к родственникам мужа. Вскоре Настю начинают преследовать странные видения, её муж Ваня пропадает, а его семья ведёт себя странно и настаивает на проведении таинственного свадебного обряда.

## В ролях
- Виктория Агалакова — Настя
- Вячеслав Чепурченко — Иван
- Александра Ребенок — Лиза
- Игорь Хрипунов — фотограф Виктор
- Анастасия Акатова — соседка Насти
- Виктор Соловьёв — отец Вани и Лизы
- Евгений Коряковский — преподаватель Насти
- Татьяна Филатова — регистратор в ЗАГСе
- Мария Арнаут — помощница фотографа
- Дмитрий Марин — приказчик
- Дмитрий Куличков — Тихон, крестьянский мужик
- Вера Бирюкова — Таня
- Мирослава Карпович — жена
- Иван Кожевников — муж
- Марина Альхамдан — мёртвая невеста
- Мария Клюквина — женщина 1
- Татьяна Клюкина — женщина 2
- Игорь Яшанин — Миша
- Ярослав Ефременко — ребёнок
- Наталья Гриншпун — Аглая
- Лада Чуровская — живая невеста
- Александр Мухин — подручный приказчика

## Критика

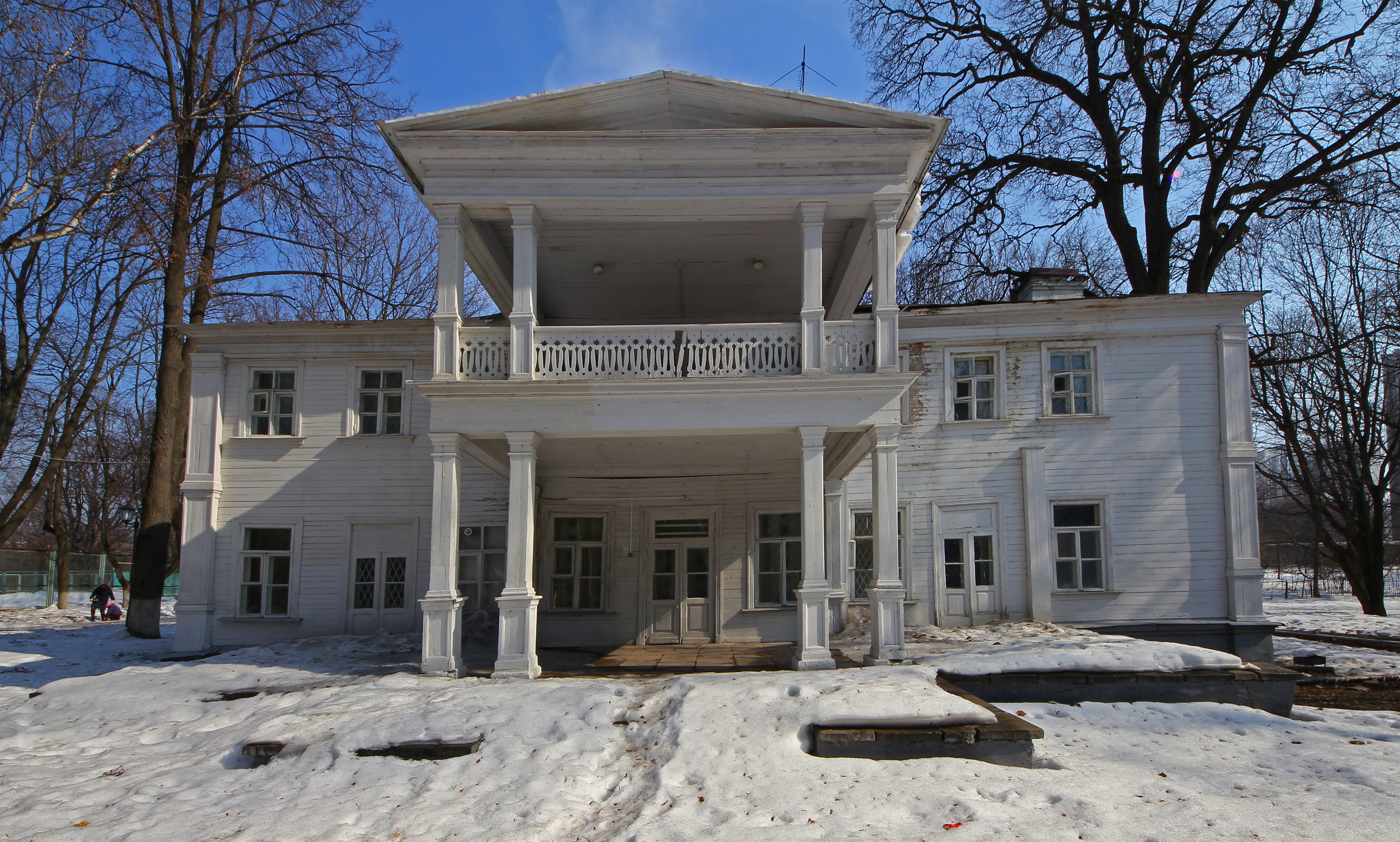
Процедурный корпус, усадьба Братцево

Евгений Ухов говорит про фильм «Невеста» так: "очень компетентная и хорошо продуманная работа в жанре готического хоррора несколько подпорчена отсутствием смелых решений, но с задачами увлечь и напугать «Невеста» справляется на «очень хорошо». И ставит фильму 8 баллов из 10 .
Наталия Григорьева, наоборот, считает фильм предсказуемым и неспособным напугать: «Фильм выглядит до смешного неоригинальным и предсказуемым. Каждый медленный поворот камеры, нагнетающий атмосферу, каждая монтажная склейка, служащая на благо саспенса, все это придумано так давно и использовано в стольких как хороших, так и второсортных ужастиках, что не способно не то что напугать, но даже удивить».
Максим Сухагузов из «Афиши» отмечает, что «Невеста» — «самый качественный в плане формы и технически ладный русский хоррор нового времени», но отмечает, что в фильме «Недостаточно проработанная природа происходящего, внезапные изменения правил поведения злого духа в угоду нужной для автора сцене, упущенные детали, сюжетные дыры» . Михаил Трофименков так же отмечает слабый сюжет и пишет, что «Очередная героическая попытка русского фильма ужасов заблудилась в трёх соснах сюжета».

## Прокат
Маркетинг: четырёхминутный тизер появился в сети 10 октября 2016 года. Всего на продвижение фильма создатели потратили 50 млн рублей.

## Награды
- Лауреат российской хоррор-премии «Капля» в номинации «Лучший отечественный хоррор» в категории «Народное голосование»[7].